# Verteporfin
A verteporfin sötétzöld–fekete színű por. Desztillált vizes oldata infúzió formájában a makula degeneráció ún. nedves formája elleni szer.

## Működésmód
A makula degeneráció rendszerint 50 év felett jelentkező betegség. A felnőttkori szerzett vakság leggyakoribb oka. Két – egymástól eléggé különböző – fajtája van: az ún. száraz és a nedves.
A nedves forma jóval ritkább, ennek ellenére ez okozza a makula degeneráció okozta látásromlások 90%-át. A látásromlás oka ebben a formában a retina és a szem érhártyája közötti érújdonképződés, mely károsítja a retinában található fotoreceptorokat. Ez elsősorban a látásélességet rontja, mivel a látásélességért felelős ún. látógödör a makulában található. A betegek fele szociális értelemben megvakul, bár a perifériális látás egy része rendszerint megmarad.
A verteprofin lipofil tulajdonsága miatt könnyen kapcsolódik az (újdonképződőtt) erek belső falán található, LDL-ben gazdag endothel sejtréteghez.

## Fotodinámiás kezelés
A verteporfint infúzió formájában juttatják a szervezetbe. A szer önmagában inaktív, de 689 nm-es diódás (hideg) lézerrel megvilágítva aktivizálódik. Erős oxidáns hatású vegyület keletkezik, mely elpusztítja az újdonképződött erek endothel sejtrétegét, és lezárja az ereket. A környező retina és érhártya csak minimálisan károsodik.
A hosszú hullámhossz (689 nm) lehetővé teszi, hogy a lézer bejusson a szem belsejébe is.
A verteporfin felezési ideje 2–5 óra a vérben, ezért a kezelést az infúzió beadása után 15 percen belül meg kell kezdeni. A kezelés ideje 83 másodperc, 50 J/m² intenzitással.

## Mellékhatások
A kezelés után 24–48 órán keresztül fokozott fényérzékenység alakul ki. Célszerű ezalatt napszemüveget viselni. Kerülni kell a közvetlen napfényt és az erős mesterséges fényt (szolárium, halogénizzók). A beltéri szórt fény biztonságos, és elősegíti a szer kiürülését a szervezetből. A UV-sugárzás elleni fényvédő napozószerek nem előzik meg a fényérzékenységet.

## Készítmények
Magyarországon:
- Visudyne 15 mg por oldatos infúzióhoz.